# 단양이
단양이(段楊爾, ? ~ ?)는 백제의 학자이다. 백제에서 일본에 파견된 오경박사(五經博士)이다.
513년(백제 무령왕 13) 일본의 초청을 받고 저미문귀(姐彌文貴)·주리즉이(州利卽爾)와 더불어 일본에 건너가 유학(儒學)을 가르치고, 516년 오경박사 고안무(高安茂)와 교대하여 돌아왔다.
중국계 인물로 백제에 귀화하였다고 추정된다.